# Lars Sullivan
 (juin 2021).
Pour les articles homonymes, voir Sullivan et Miley.
Dylan Miley mieux connu sous le nom de Lars Sullivan, né le 6 juillet 1988 à Westminster est un catcheur américain.
Il est connu pour son travail à la World Wrestling Entertainment de 2013 à 2021.

## Jeunesse
Miley grandit dans le Colorado où il fait de la lutte à Denver. Il fréquente aussi une école de catch où il s'entraîne auprès de Bobby Lashley.

### World Wrestling Entertainment (2013-2021)
Miley signe un contrat avec la World Wrestling Entertainment (WWE) en octobre 2013 grâce au soutien de Bobby Lashley. Il s'entraîne au WWE Performance Center.

#### NXT (2015-2019)
Il fait ses débuts le 29 mars 2015 dans un spectacle non télévisé en marge de WrestleMania 31 où il bat Marcus Louis. Il a ensuite fait des apparitions très sporadiques aux Live Event de NXT sous son véritable nom ou celui de Dylan Roode aux cours des deux années suivantes.
Miley a fait ses débuts à la télévision le 12 avril 2017 à NXT, où il fait équipe avec Michael Blais et perdent leur match face à Tommaso Ciampa et Johnny Gargano avant d'attaquer son partenaire après le match . En mai 2017, il adopte le nom de ring de Lars Sullivan. Après plusieurs apparitions en équipe similaires qui l'ont amené à attaquer son partenaire, Sullivan a fait ses premières apparitions en solo lors de l'épisode du 23 août, attaquant No Way Jose avant un match. Son premier match en solo télévisé et sa victoire ont eu lieu le 6 septembre, en battant trois hommes dans un Handicap match. Après des semaines de matchs squash, Kassius Ohno a demandé au général manager William Regal pour un match contre Sullivan à NXT TakeOver: WarGames lors de l'épisode 8 novembre, que Sullivan a gagné. Le 7 avril 2018, à NXT TakeOver: New Orleans, Sullivan était l'un des six concurrents du ladder match pour déterminer le premier NXT North American Champion, dans lequel il a perdu. Le match a ensuite été attribué cinq étoiles par Dave Meltzer. Lors de l'épisode du 16 mai de NXT, Sullivan a attaqué Velveteen Dream et Ricochet au cours de leur match et les a battus lors d'un handicap match, la semaine suivante.
Lors de NXT TakeOver: Chicago II, Sullivan a défié sans succès Aleister Black pour le NXT Championship après avoir reçu deux fois un «Black Mass». Cette défaite marque la première défaite de Sullivan à la NXT en un contre un.

#### Roster principal, Draft àSmackDown Liveet blessure (2019-2020)
Le 8 avril 2019 à Raw, il fait sa première apparition en attaquant Kurt Angle. Le lendemain à SmackDown Live, il attaque les Hardy Boyz, blessant Jeff Hardy (les contraignant à abandonner les titres par équipe de SmackDown). La semaine suivante à Raw, il attaque Rey Mysterio. Le lendemain à SmackDown Live, il attaque R-Truth. Dans la même soirée, lors du Superstar Shake-Up, il est annoncé être transféré au show bleu. Le 7 juin à Super ShowDown, il bat les trois luchadors du Lucha House Party par disqualification, lors d'un 3-on-1 Handicap Match. Le 11 juin à Raw, il bat ses trois mêmes adversaires dans un 3-on-1 Elimination Handicap Match. Le 14 juin, il se blesse gravement le genou et doit s'absenter pendant plusieurs semaines.

#### Retour de blessure et départ (2020-2021)
Le 9 octobre 2020 à SmackDown, il effectue son retour, après un an et 3 mois d'absence, en attaquant Matt Riddle, Jeff Hardy, John Morrison et The Miz. La semaine suivante à SmackDown, il bat Jeff Hardy. Le 23 octobre à SmackDown, il bat Shorty G.
Le 2 février 2021, la WWE annonce que Sullivan a été libéré de son contrat avec la WWE un mois auparavant, en janvier 2021.

## Vie privée
En 2019, Miley a été accusée d'avoir géré des comptes sur le forum Bodybuilding.com entre 2007 et 2013, que Sports Illustrated a décrit comme ayant produit "une flopée de messages racistes, sexistes, homophobes et autrement offensants", dont certains s'adressaient aux employés de la WWE. Paste a écrit que les messages montraient "une longue histoire de comportements répétés" et a également noté que certains avaient insulté des étrangers et des personnes souffrant de troubles mentaux. En réponse aux accusations, Miley a déclaré: "Il n'y a aucune excuse pour les remarques inappropriées que j'ai faites il y a des années. Elles ne reflètent pas mes convictions personnelles ni qui je suis aujourd'hui, et je m'excuse auprès de tous ceux que j'ai offensés." Miley a été condamné à une amende de 100 000 $ par la WWE et a dû suivre une formation de sensibilité. Le 28 décembre de cette année, il a été révélé que Miley, des années plus tôt, avait joué dans des films pornographiques homosexuels sous le nom de Mitch Bennett.

## Récompenses des magazines
- Pro Wrestling Illustrated

| Année | 2017 | 2018 | 2019 |
| ----- | ---- | ---- | ---- |
| Rang  | 435  | 84   | 170  |